# Monte Negro (Rondonia)
Monte Negro es un municipio brasileño del estado de Rondônia, fue creado por la Ley N.º 378 de 13 de febrero de 1992, firmado por el gobernador Oswaldo Piana Filho, ocupando su área parte del territorio de Ariquemes.

## Crecimiento poblacional
| 1996  | 2000   | 2007   | 2010   | 2015   |  |
| ----- | ------ | ------ | ------ | ------ |  |
| 8 640 | 12 627 | 12 357 | 14 091 | 15 090 |  |

## Economía
Su economía está basada principalmente en la agricultura y la pecuaria, destacándose como uno de los mayores productores de café del estado, también existe actividad industrial orientada hacia el extractivismo forestal. El turismo es un sector en crecimiento, siendo famosas sus playas a orillas del río Jamari.
- PIB per cápita a precios corrientes: 10.535,27 reales  (2008)
- IDH MEDIO = 0,685 (PNUD/2000)

## Clima
La media anual de precipitaciones es de 2.020 mm (1800 mm a 2200 mm), mayor que la del estado, y la temperatura media es de 25,8 °C, próxima a la del estado.
- Temperatura de día: 25 a 35 C°
- Temperatura de noche: 18 a 23 C°
- Período Lluvioso: octubre a marzo
- Período seco o con lluvias eventuales: abril a octubre

## Localización
Se localiza a una latitud 10º17'40" sur y a una longitud 63º19'31" oeste. 

### Municipios limítrofes
Ariquemes, Cacaulândia, Governador Jorge Teixeira, Buritis y Campo Novo de Rondônia.
Se encuentra a 250 km de la capital.